# Protestas en Irak de 2019-2021
Las protestas en Irak, también denominadas como «Revolución Tishreen», fueron una serie de protestas que iniciaron el 1 de octubre, una fecha que fue fijada por activistas civiles en las redes sociales, extendiéndose principalmente por las provincias centrales y meridionales de Irak, para protestar contra la corrupción, el alto desempleo, el sectarismo político, la ineficiencia de los servicios públicos y el intervencionismo extranjero. Las protestas se extendieron rápidamente, coordinadas a través de las redes sociales, a otras provincias de Irak. Cuando la intensidad de las manifestaciones alcanzó su punto máximo a finales de octubre, la ira de los manifestantes se centró no sólo en el deseo de una reforma completa del gobierno iraquí, sino también en expulsar la influencia iraní, incluidas las milicias chiíes alineadas con Irán. El gobierno, con la ayuda de las milicias respaldadas por Irán, respondió brutalmente, utilizando balas reales, tiradores, agua caliente, gas picante y gas lacrimógeno contra los manifestantes, lo que provocó muchos muertos y heridos.
El trasfondo de las protestas radican en 16 años de percepción de corrupción política, desempleo, servicios públicos ineficientes, así como incomodidad a la interferencia de Irán a los asuntos internos iraquíes. Las manifestaciones se radicalizaron hasta llegar a pedir la dimisión del actual gobierno. El mencionado gobierno ha sido acusado de usar balas, francotiradores, agua caliente y gases lacrimógenos contra los manifestantes.
Las protestas se detuvieron el 8 de octubre y se reanudaron el 24 de octubre. El primer ministro Adil Abdul-Mahdi anunció el 29 de noviembre que renunciaría. Según la BBC, el principal objetivo de los manifestantes es acabar con el sistema político que ha existido desde que la invasión liderada por Estados Unidos derrocó a Saddam Hussein y ha estado marcado por divisiones sectarias. Por la intensidad del conflicto, es considerada el mayor malestar hacia la política por parte del pueblo iraquí desde los conflictos que desembocaron en la guerra de Irak en 2003.

## Antecedentes
En 2011, estallaron protestas en varias provincias de Irak exigiendo el fin de la corrupción, el nepotismo y el desempleo, al tiempo que exigían un aumento de los salarios y mejores servicios públicos como electricidad, transporte, atención médica, educación y servicios municipales. Los manifestantes enfrentaron represión del gobierno, brutalidad policial y arrestos. Estas demandas de reforma en las seis provincias dominantes sunitas se intensificaron durante las protestas iraquíes 2012-13 después de los actos de persecución del primer ministro Nuri al Maliki contra figuras políticas sunitas. Esto, a su vez, condujo a protestas que pedían el derrocamiento del gobierno sectario y la redacción de una constitución, así como una marcha hacia Bagdad para ocupar la Zona Verde. Estas manifestaciones se enfrentaron a una mayor represión del gobierno, lo que condujo a enfrentamientos entre las fuerzas de seguridad y los miembros de las tribus locales que habían alegado el apoyo de los partidarios del Partido Baaz Árabe Socialista - Rama Iraquí. Después de los informes de las facciones sunitas, que formaban parte de la insurgencia iraquí contra la ocupación estadounidense, unificando sus poderes y tomando el control de la gobernación de Ambar, el gobierno lanzó la invasión hacia Ambar en 2013. En julio de 2014, estas facciones que se fusionaron con el entonces nuevo Estado Islámico de Irak y el Levante (EIIL) habían ocupado la mayor parte de las gobernaciones de Ambar, Nínive, Saladino, Kirkuk y Diala, lo que inició la guerra civil iraquí. El Secretario de Estado de los Estados Unidos prometió un apoyo "intenso" al gobierno iraquí mientras le suplicaba que superase las "motivaciones sectarias", pero según altos funcionarios del Departamento de Defensa, los Estados Unidos se abstuvieron de entregar armas al ejército iraquí "debido a la falta de confianza en las tropas iraquíes", mientras que veteranos periodistas estadounidenses familiarizados con la situación afirmaron que el primer ministro iraquí Nuri al Maliki "no es la respuesta y debería renunciar".
Impulsado por la falta de progreso del gobierno y la corrupción estatal de Haider al-Abadi , el líder de la Corriente Sadr, Muqtada al-Sadr, pidió una sentada dentro de la Zona Verde en Bagdad para obligar al gobierno a encontrar soluciones serias para corrupción. El 30 de abril de 2016, miles de seguidores de Al-Sadr rompieron las barricadas de la Zona Verde e irrumpieron en edificios gubernamentales, incluido el Consejo de Representantes de Irak, persiguiendo representantes fuera de la Zona Verde antes de retirarse al día siguiente por la llamada de Al-Sadr. Otra manifestación estalló en Basora y ciudades cercanas en julio de 2018 debido al deterioro de los servicios públicos, la contaminación del agua y la falta de electricidad, y continuó durante unos meses. Los manifestantes incendiaron varios edificios del gobierno y la sede de los partidos, bloquearon numerosas calles principales, rasgaron y quemaron fotos de los líderes supremos de Irán Ruhollah Jomeini y Alí Jamenei e incluso ocuparon los aeropuertos internacionales de Nayaf y Basora. Se enfrentaron a la represión de las fuerzas de seguridad y las Fuerzas de Movilización Popular, incluyendo Kataeb Hezbolá, Organización Badr y Asa'ib Ahl al-Haq , causando la muerte de al menos 16 manifestantes.
Recordando el surgimiento de Estado Islámico durante las protestas en 2012, estos evitaron la retórica sectaria. Aunque una encuesta reciente mostró que solo el seis por ciento de los iraquíes veían a los Estados Unidos más favorablemente que a Irán, los estadounidenses no parecían ser el foco de la ira.

## Preludio

### Titulares de demostraciones de grados superiores
El 25 de septiembre de 2019, un grupo de titulares superiores organizaron una protesta frente a la oficina del Primer Ministro en Bagdad, exigiendo su renuncia. La protesta se enfrentó a una gran represión de las fuerzas de seguridad, ya que los vehículos blindados separaron a los manifestantes con agua caliente y las fuerzas policiales realizaron arrestos aleatorios entre ellos, lo que condujo a casos de desmayos y lesiones entre los manifestantes. Este incidente se enfrentó a la ira en todo el país debido a los métodos contundentes utilizados por el gobierno hacia los intelectuales que apoyaban el evento, junto con la violencia en general que se utilizó contra las manifestantes. Las reacciones incluyeron que el Ministerio del Interior formará un comité para investigar el incidente y manifestantes que organizaron protestas de solidaridad en muchas provincias para condenar estos métodos. Los titulares superiores reanudaron sus protestas durante tres días después del incidente, extendiéndose por muchas provincias del sur.

### Despido de Abdel-Wahab Al-Saedi
El 27 de septiembre de 2019, el primer ministro iraquí, Adil Abdul-Mahdi, emitió su decisión para transferir al comandante de la Fuerza de Lucha contra el Terrorismo, teniente general Abdel-Wahab Al-Saedi, del ICTF el Ministerio de Defensa, una decisión que fue vista por muchos y por el propio Al-Saedi como una degradación y un acto de falta de respeto después de ser uno de los principales líderes de la liberación de Mosul de la ocupación del Estado Islámico en 2017. Al-Saedi dijo que la decisión es un insulto a su rango militar y que preferiría ir a la cárcel que ejecutar esta decisión. Esta decisión hizo que figuras políticas, incluido el ex primer ministro Haider Al-Abadi y muchos representantes, criticaran a Abdul-Mahdi y le pidieran rectificará en sus decisiones. Después de tomar la decisión, las redes sociales se inundaron de fotos y logros de Al-Saedi, pidiendo a Abdul-Mahdi que se retirara de esta injusticia y acusando a Irán de ordenar al gobierno iraquí que reemplace a cada "héroe nacional". en el ejército con leales iraníes. En respuesta a esta reacción violenta, Abdul-Mahdi dijo que respalda su decisión y que es una decisión de rutina normal sin motivaciones políticas. Además, después de los llamamientos para la inauguración de una estatua de Al-Saedi en Mosul que se hizo para inmortalizar los esfuerzos del comandante en la liberación de la ciudad, las fuerzas de seguridad rodearon la estatua, prohibiendo su inauguración, antes de que finalmente la retiraran. El 30 de septiembre de 2019, Al-Saedi anunció que ejecutó las órdenes de Abdul-Mahdi y se unió al ministerio de defensa como "un soldado leal para servir a mi país y a mi querido pueblo".

## Desarrollo
A partir del 25 de octubre de 2019, se produjeron protestas masivas en muchas ciudades de Irak, incluida Kerbala, contra la corrupción y un gobierno nacional que los manifestantes consideraron inexplicable por sus acciones. Después de la ocupación de los Estados Unidos a Irak (2003-2011), se percibió que los oligarcas y los señores de la guerra habían tomado el control del país. Si bien la nación produce más petróleo que los Emiratos Árabes Unidos, los manifestantes consideraron que los ingresos del petróleo no se gastan en el mantenimiento de hospitales y carreteras. Un eslogan ampliamente utilizado en esta fase de las protestas fue: "Queremos una tierra natal", lo que refleja un anhelo tanto por un sentido de unidad como por una vida autodeterminada y digna.
Mientras que durante el día los manifestantes de todos los estratos de la sociedad iraquí salen pacíficamente a las calles y plazas de ciudades como Kerbala, más tarde en la noche, los jóvenes de los suburbios buscan confrontaciones violentas, usando cócteles molotov y quemando neumáticos de automóviles, lo cual es respondido por la seguridad del estado fuerzas con gases lacrimógenos, balas de goma, francotiradores mortales e incluso vehículos de patrulla que se estrellaban mortalmente contra multitudes.

### Octubre
El 1 de octubre las protestas estallaron en Bagdad en la Plaza de la Liberación por el alto desempleo, los servicios básicos deficientes y la corrupción estatal. Estas protestas se extendieron a las gobernaciones del sur. Las autoridades impusieron un apagón de internet y cerraron el 75% del acceso a Internet del país. Los manifestantes exigieron la renuncia de Adil Abdul-Mahdi y se prepararon para elecciones anticipadas. Los manifestantes también comenzaron a manifestarse contra la influencia iraní y contra el líder de la Fuerza Quds, Qasem Soleimani. El primer ministro iraquí declaró el toque de queda hasta nuevo aviso.
El 2 de octubre dos activistas, Hussain Almadani y su esposa, Sarah, fueron asesinados por fuerzas desconocidas en su casa en Basora.
El 3 de octubre según Amnistía Internacional, 18 civiles y un policía fueron asesinados y cientos resultaron heridos después de tres días de protestas.
El 4 de octubre en Nasiriya, se incendiaron muchas sedes de partidos políticos.
El 5 de octubre unas fuerzas desconocidas allanaron muchos canales de televisión como Al Arabiya, Dijlah TV, NRT y Al Rasheed TV por transmitir las protestas. Las fuerzas destruyeron las propiedades de estos canales.
El 7 de octubre decenas de manifestantes fueron asesinados y cientos resultaron heridos en la ciudad de Sadr.
El 8 de octubre las protestas cesaron en gran medida debido a Arba'een, una fiesta religiosa chiita que tuvo lugar el 19 de octubre.
El 24 de octubre miles de manifestantes comenzaron a congregarse en la Plaza de la Liberación en Bagdad, protestando contra el gobierno y contra la influencia iraní. Casi 50 manifestantes murieron y resultaron heridos después de intentar ingresar a la Zona Verde.
El 25 de octubre las protestas en la gobernación de Maysan comenzaron a convertirse en disturbios entre las empresas de paz lideradas por Muqtada al-Sadr por un lado y Asa'ib Ahl al-Haq y la organización Badr por el otro. El miembro de Asa'ib Ahl al-Haq Wisam Alyawi y su hermano, ambos comandantes de la UGP para la Gobernación de Maysan, fueron linchados por manifestantes enojados que los sacaron de una ambulancia y los golpearon hasta la muerte. Qais Khazali, jefe de todos los Asa'ib Ahl al-Haq, anunció que nueve miembros de la UAP habían sido asesinados en las recientes protestas, culpó a Israel de su muerte y declaró que se vengaría "cuatro veces". Los manifestantes quemaron y destruyeron muchas oficinas de partidos políticos en la ciudad de Samawah. Los manifestantes en Karbala corearon contra Irán, rompiendo las fotos de Ali Jamenei. También atacaron e incendiaron el edificio del Consejo de Gobernación de Cadisía. También quemaron el consulado iraní. Las autoridades administrativas declararon el toque de queda en la gobernación. En la ciudad de Al Kūt, los manifestantes atacaron muchas de las oficinas de los partidos políticos y también atacaron la casa del exministro del Interior, Qasim al-Araji.
El 26 de octubre 7 manifestantes fueron asesinados y 28 heridos después de conflictos entre la Organización Badr y los manifestantes en la ciudad de Hilla, en la gobernación de Babilonia.
El 28 de octubre una alta autoridad de seguridad de Bagdad declaró un toque de queda indefinido en la capital, cuatro días después de que las renovadas protestas contra el gobierno mataran a más de 70 manifestantes. En Karbala, 14-30 personas fueron asesinadas en protestas. Funcionarios del gobierno negaron que ocurriera alguna muerte.
El 30 de octubre el oficial militar iraní Qasem Soleimani se reunió con Hadi al-Amiri , uno de los opositores políticos de Abdul-Mahdi, y le pidió que apoyara a Abdul-Mahdi.
El 31 de octubre el presidente Barham Salih dijo en un discurso televisado que el primer ministro había acordado renunciar, "con la condición de que se acuerde que un sucesor lo reemplace".

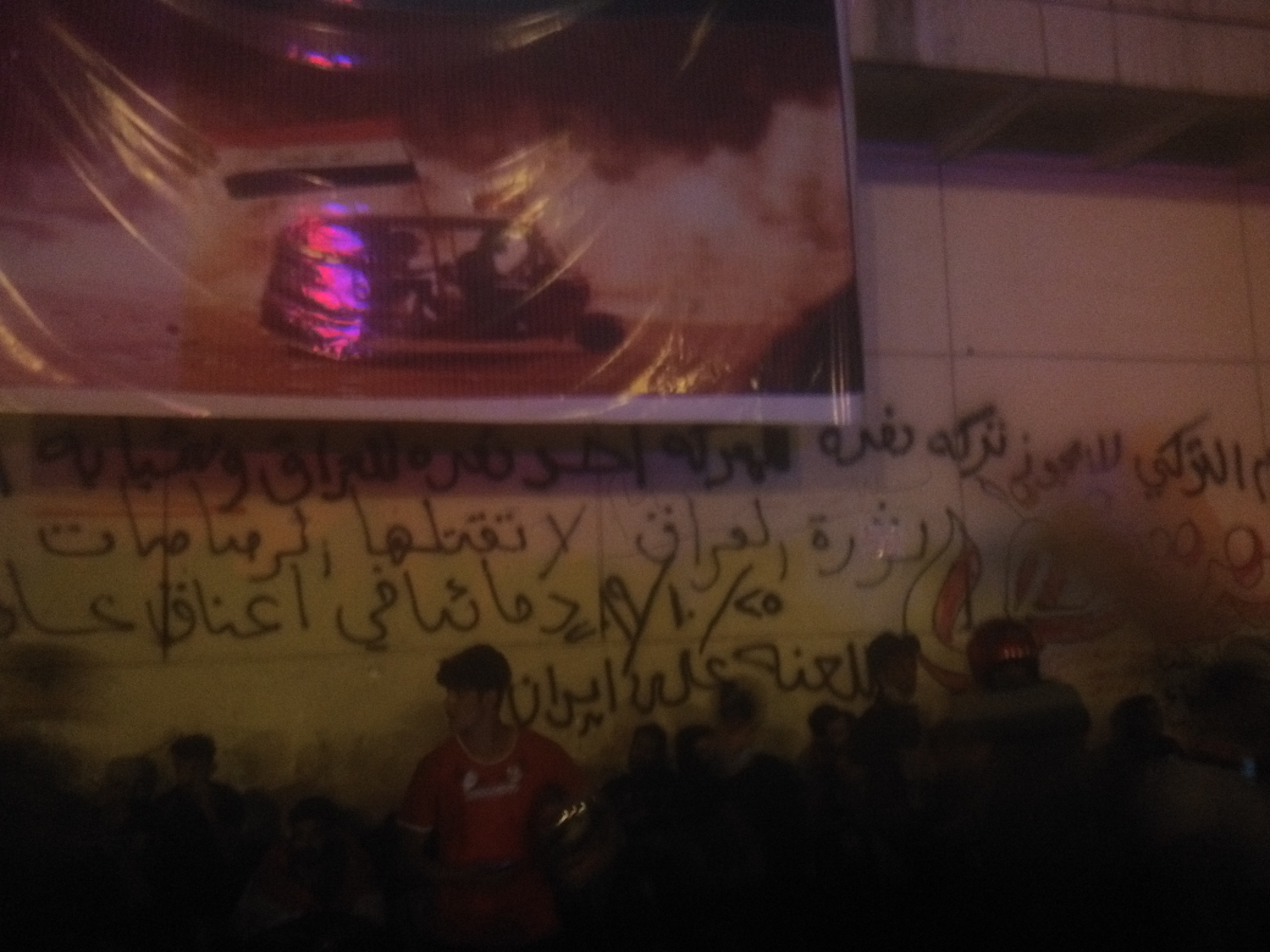
Pintadas llamando a la movilización.
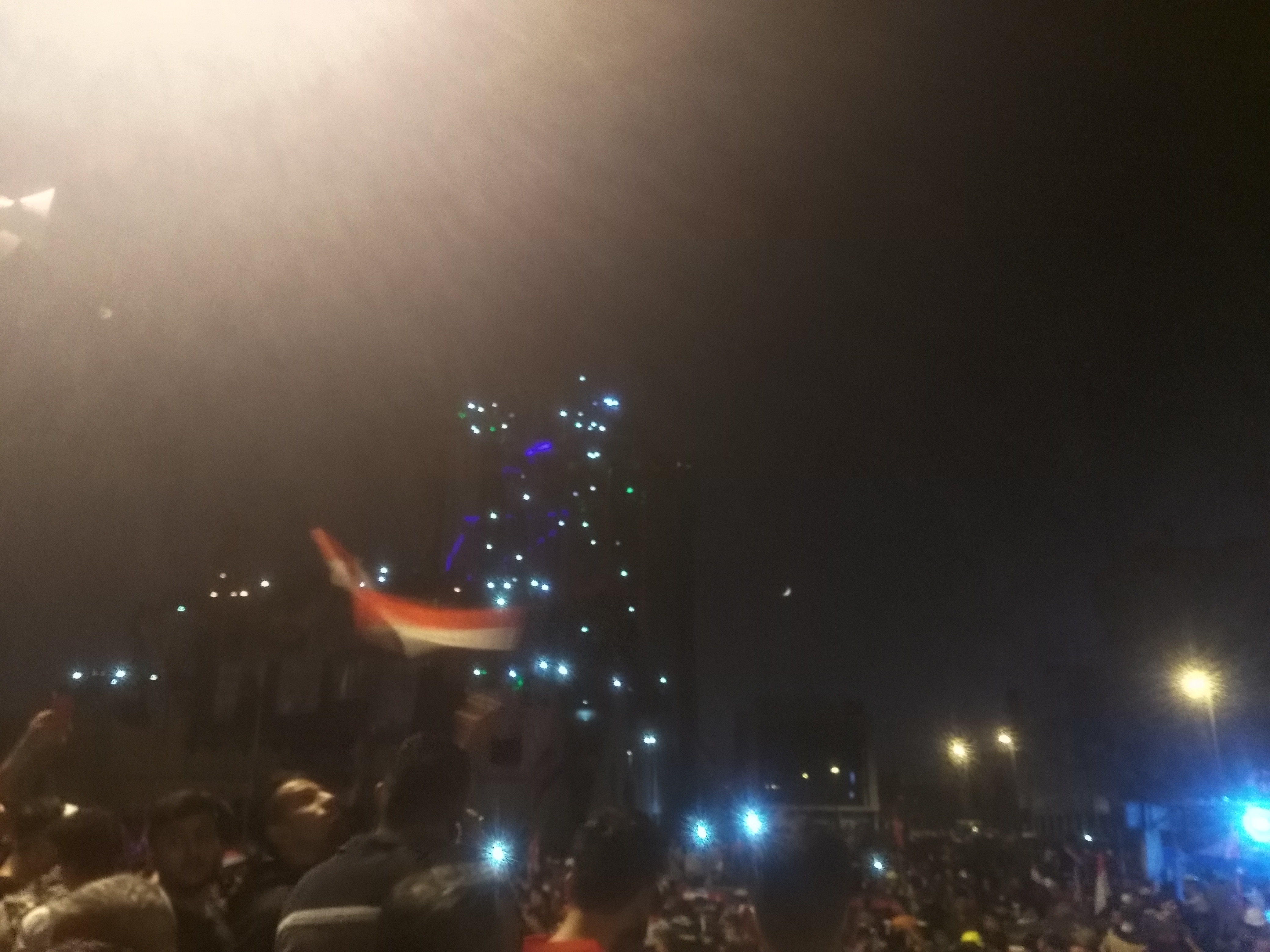
Personas en The Turkish, un importante restaurante en el centro de Bagdad.

### Noviembre

El restaurante The Turkish, el cual se volvió el núcleo de encuentro y resistencia de los manifestantes.

El 2 de noviembre, los manifestantes bloquearon el puerto principal de Irak, Um Kasar. Las exportaciones de petróleo de plataformas en alta mar no se vieron afectadas, pero las importaciones de alimentos básicos sí. Irak depende en gran medida de la importación de alimentos.
El 3 de noviembre, los manifestantes asaltaron el consulado iraní en Karbala, donde prendieron fuego alrededor del edificio y reemplazaron la bandera iraní por una iraquí.
El 4 de noviembre, un observatorio de bloqueo de internet, NetBlocks destacó que el acceso a internet en Bagdad y otras cinco regiones de Irak se cortó el 4 de noviembre, a raíz de las manifestaciones continuas en el país. Las autoridades iraquíes tomaron una medida similar en octubre, donde las redes sociales y los mensajes permanecieron altamente restringidos en varias partes del país.
El 8 de noviembre, el gran ayatolá Ali al-Sistani, el clérigo chiita más influyente de Irak, pidió al gobierno que cumpla con las demandas de los manifestantes e instó a las fuerzas de seguridad a evitar el uso de la violencia.
El 10 de noviembre, el Comité Parlamentario de Derechos Humanos de Irak informó que al menos 319 personas habían muerto durante las protestas. Según la Alta Comisión Independiente para los Derechos Humanos de Irak, otros 15,000 resultaron heridos.
El 13 de noviembre, el Consejo de Representantes de Irak celebró una sesión especial para discutir la crisis. Jeanine Hennis-Plasschaert, de la Misión de Asistencia de las Naciones Unidas para Irak, se dirigió a la sesión para presentar su plan para resolver la crisis, que involucra reformas electorales y medidas anticorrupción.
El 14 de noviembre, cuatro personas murieron y 62 resultaron heridas en Bagdad en enfrentamientos entre las fuerzas de seguridad y los manifestantes.
El 16 de noviembre, al menos cuatro manifestantes murieron y casi 20 resultaron heridos cuando se produjo un ataque con coche bomba en la plaza Tahrir en Bagdad. Ningún grupo se atribuyó la responsabilidad de la primera explosión en las protestas contra el gobierno en curso.
El 17 de noviembre, los documentos filtrados por The Intercept revelaron detalles de la influencia iraní dentro de Irak.
El 19 de noviembre, los manifestantes bloquearon la entrada al segundo puerto comercial más grande del país, el puerto de Khor al-Zubair, deteniendo la actividad comercial para el petróleo y otros petroleros. Antes de eso, también se cortó el acceso al puerto Um Kasar.
El 21 de noviembre, Al-Jazeera informó que al menos siete manifestantes fueron asesinados y 78 heridos por las fuerzas de seguridad en Bagdad.
El 24 de noviembre, al menos dos manifestantes fueron asesinados a tiros en la ciudad sureña de Nasiriya, cuando cerraron las escuelas y bloquearon los puentes Zaitoun y Nasr en el centro de la ciudad. Casi 47 personas también resultaron heridas durante los enfrentamientos con las fuerzas de seguridad.
El 27 de noviembre, los manifestantes atacaron el consulado iraní en Najaf por segunda vez, esta vez incendiándolo. Las fuerzas de seguridad dispararon gases lacrimógenos contra la multitud e hirieron a algunos de ellos, pero tuvieron que escapar cuando cientos de manifestantes entraron al consulado y le prendieron fuego.
El 29 de noviembre, 44 manifestantes fueron asesinados en el sur de Irak. El primer ministro anunció su renuncia pendiente el mismo día.

Huelga civil.Huelga civil.
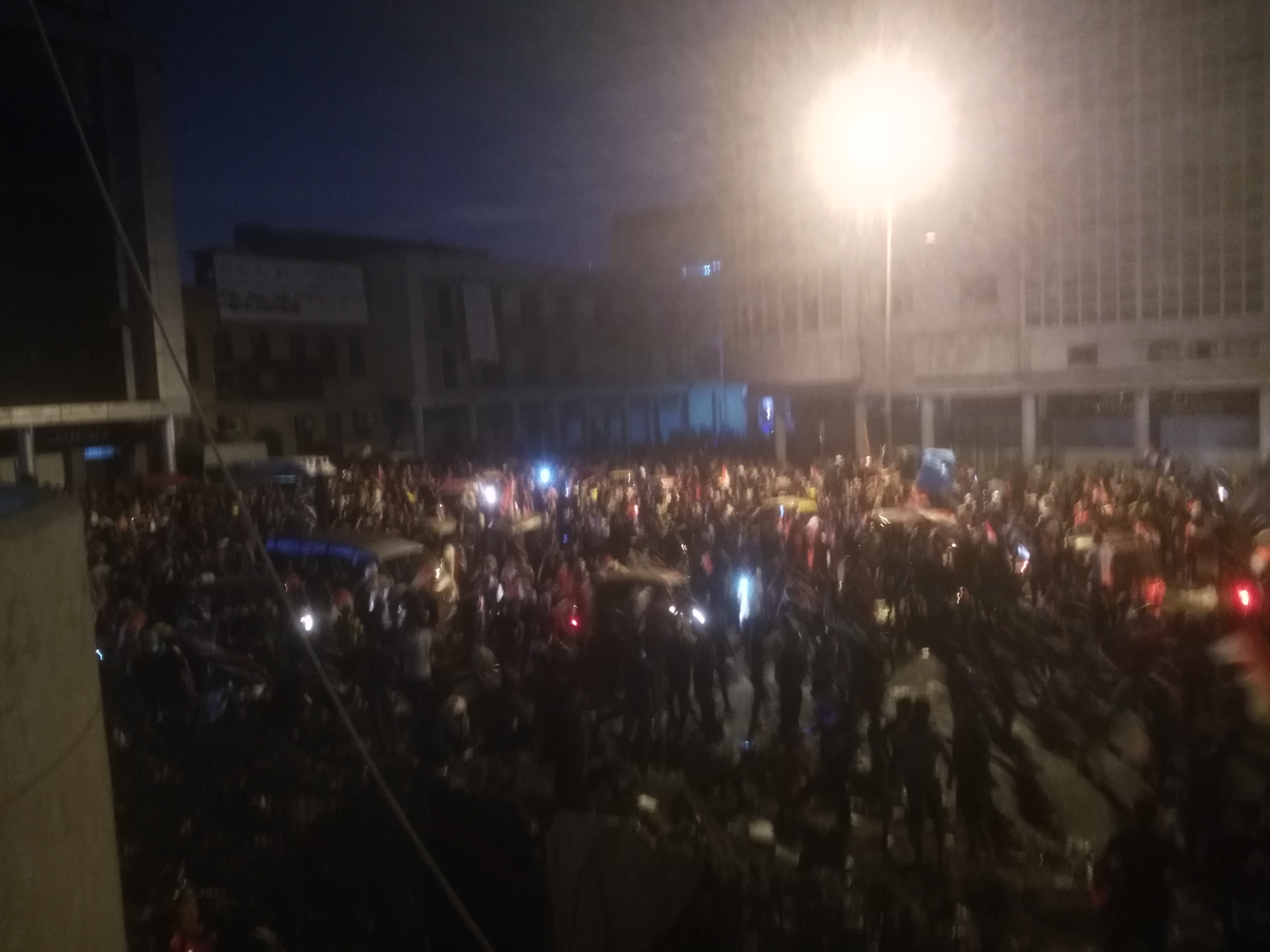
Calles llenas de manifestantes en Bagdad.
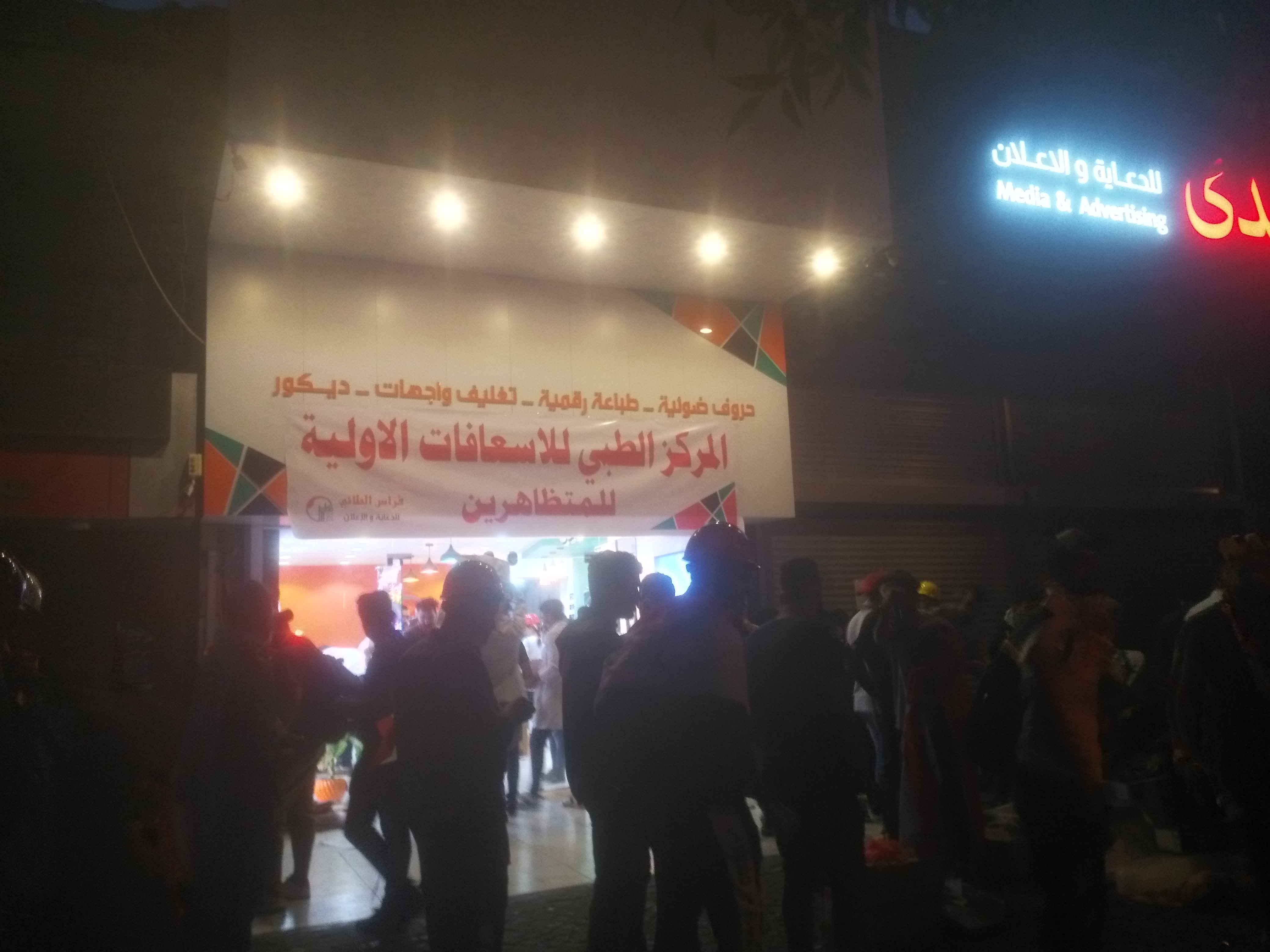
Centro hospitalario provisional creado por los manifestantes.

### Diciembre
El 1 de diciembre, a pesar de la renuncia del primer ministro Adil Abdul-Mahdi, los manifestantes en la ciudad chiita de Najaf incendiaron el consulado iraní por segunda vez en una semana.
El 6 de diciembre, pistoleros no identificados en vehículos abrieron fuego contra los manifestantes en la plaza Khilani de Bagdad, mataron a 25 (incluidos tres policías) e hirieron a otros 130.
El 12 de diciembre un joven de 17 años, acusado de haber disparado contra los manifestantes, matando a cuatro de estos, fue arrastrado por el suelo y pateado por una multitud después de que las fuerzas de seguridad "se retiraron". El cuerpo del hombre, desnudo aparte de calzoncillos, estaba colgado de un semáforo. Más tarde fue retirado y llevado a una morgue forense. El grupo de Muqtada al-Sadr declaró que retiraría su apoyo a los "cascos azules" para las protestas a menos que se identificara a los "terroristas responsables" del linchamiento. Un grupo de manifestantes describió el linchamiento como "un plan maquiavélico destinado a manchar la reputación de los manifestantes pacíficos" y que los manifestantes "no tenían nada que ver con" el evento de linchamiento.

## Intervención iraní
Reuters informó que durante las protestas francotiradores de la milicia respaldados por Irán estaban en los tejados de Bagdad, según dos funcionarios de seguridad iraquíes.

## Violación de derechos humanos
En noviembre de 2019 Hassan Wahab, del grupo de derechos humanos de la Asociación Amal, dijo:

Los [manifestantes] detenidos y liberados solo son puestos en libertad bajo fianza. Los cargos no se retiran, por lo que enfrentan un nuevo arresto y juicio.

## Liberación de detenidos
En mayo de 2020 el nuevo primer ministro de Iral Mustafa Al-Kadhimi anunció que había ordenado la liberación de todos los detenidos durante las protestas que no tuvieran delitos de sangre. También anunció una investigación sobre los ataques realizados contra los manifestantes, especialmente de los francotiradores.